# Sue Black
Susan Margaret (Sue) Black, Baroness Black of Strome, DBE, FRSE, FRAI, FRSB, FRS, geboren als Susan Margaret Gunn (Inverness, 7 mei 1961) is een Schots forensisch antropoloog, anatoom en academicus. In 2001 richtte ze de British Association of Human Identification op.
Black is voorzitter van St John's College van de Universiteit van Oxford. Voorheen was ze voorzitter van de Royal Anthropological Institute en Pro Vice Chancellor for Engagement van de Universiteit van Lancaster. Sinds 26 april 2021 is Black lid van de House of Lords.

## Levensloop
Black werd geboren in Inverness en groeide op in de Schotse Hooglanden. Ze komt uit een arbeidersgezin en heeft een oudere zus. Toen ze twaalf jaar oud was werkte ze bij een slager. Haar vader jaagde regelmatig op konijnen en fazanten, Black hielp hem bij het villen en plukken van deze dieren.
Black studeerde aan de Universiteit van Aberdeen, waar ze in 1982 afstudeerde in menselijke anatomie en forensische antropologie. Black was de eerste in haar familie die studeerde aan de universiteit. In 1986 promoveerde ze op het proefschrift Identification from the Human Skeleton. Daarna werkte ze tot 1992 als hoogleraar menselijke anatomie aan de St Thomas' Hospital School of Medicine in Londen. Vanaf 1992 hield ze zich onder meer voor de Verenigde Naties en de Britse overheid bezig met de identificatie van slachtoffers en daders. Ze werkte als forensisch antropoloog in onder meer Sierra Leone (1999), Grenada (1999), Irak (2003) en Thailand (2005). In 1999 was ze als leidend forensisch antropoloog betrokken bij het identificeren van lichamen uit massagraven in Kosovo. In 2001 ontving ze hiervoor een OBE.
In 2001 richtte ze de British Association of Human Identification op. Tussen 2003 en 2018 was ze werkzaam als hoogleraar anatomie en forensische antropologie aan de Universiteit van Dundee, waar ze in 2005 de Centre for Anatomy and Human Identification oprichtte. In 2008 ontving ze de Lucy Mair Medal voor haar humanitaire werk. In 2010 en 2011 was ze te zien in de Britse documentaireserie History Cold Case dat werd uitgezonden door de BBC.
Black heeft zich gespecialiseerd in de analyse van aderpatronen, waardoor daders geïdentificeerd kunnen worden op basis van foto's van hun handen en armen. Deze techniek wordt veelal gebruikt voor het identificeren van pedofielen die hun daden filmen of fotograferen. In 2009 gebruikte Black aderpatroonanalyse om de identiteit te bevestigen van een vermoedelijke kindermisbruiker, die vervolgens schuld bekende. Het was de eerste keer dat de techniek werd gebruikt in een strafrechtelijke veroordeling. Datzelfde jaar was Black samen met haar team betrokken bij de veroordeling van de grootse pedofielenbende in Schotland als onderdeel van Operation Ore. Daarnaast was Black in 2016 betrokken bij de veroordeling van een pedofiel die meer dan 200 kinderen had misbruikt. Datzelfde jaar kreeg ze een DBE voor haar werk en bijdragen aan de wetenschap.
In 2018 publiceerde ze het boek All That Remains: A Life in Death gevolgd door Written in Bone in 2020.
Op 26 april 2021 werd Black lid van de House of Lords.

## Onderscheidingen
- OBE (2001)
- Fellowship of the Royal Society of Edinburgh (2005)
- Lucy Mair Medal van de Royal Anthropological Institute (2008)[1]
- Brian Cox award[8]
- Stephen Fry award[8]
- Top 100 invloedrijkste vrouwen in het Verenigd Koninkrijk (2013)[8][13]
- Outstanding Woman of Scotland award[14]
- RSE Inspirational Award[14]
- Anatomical gold medal for outstanding achievements[15]
- Jephcott gold medal[15]
- Honorary Professor of Anatomy for the Royal Scottish Academy (2014)[10]
- Fletcher of Saltoun award (2014)[10]
- DBE (2016)

## Varia
Black werd afgebeeld op het schilderij Unknown Man (2019) van Ken Currie. Het schilderij is onderdeel van de collectie van de Scottish National Portrait Gallery.